# Dinoprora rufimaculis
Dinoprora rufimaculis är en fjärilsart som beskrevs av Turner 1943. Dinoprora rufimaculis ingår i släktet Dinoprora och familjen nattflyn. Inga underarter finns listade i Catalogue of Life.